# Zlostavljanje životinja
Zlostavljanje životinja označava mučenje, zlostavljanje, zanemarivanje ili nepotrebno ubijanje životinja. Pojam se odnosi na to su dvije različite stvari: kazneno djelo i psihološki fenomen. Može biti pokazatelj opasne psihopatologije koja se može odnositi i na ljude.
Ovisno o kulturnom okruženju zlostavljanje životinja različito se promatra: pravni sustavi mnogih zemalja počiniteljima prijete zatvorima dok je u drugim zemljama počinitelj dužan platiti samo štetu ili kaznu. U nekim zemljama takvo ponašanje prema životinjama nije niti prekršaj. 
Aktivisti za prava životinja često tvrde da je odnos prema živim bićima pokazatelj zrelosti društva.

## Vanjske poveznice
- Nasilje nad životinjama
- Zlostavljanje životinja